# Popillia gemma
Popillia gemma är en skalbaggsart som beskrevs av Newman 1839. Popillia gemma ingår i släktet Popillia och familjen Rutelidae. Inga underarter finns listade i Catalogue of Life.